# Nadređivanje metoda
Nadređivanje metoda (en. method overriding), također premošćivanje metoda, u objektno orijentiranom programiranju, mogućnost je programskog jezika koja omogućuje naslijeđenoj podklasi (djetetu) da pruži specifičniju implementaciju metode koja je već definirana u nadklasi (roditelju).
Implementacija istoimene metode u podklasi nadređuje (zamjenjuje) implementaciju u nadklasi samo ako metoda ima isti funkcijski potpis (isto ime, isti tip i broj parametara te isti povratni tip). Metodu koja će se izvršiti odabire kompilator pri izvršavanju programa, ovisno o objektu koji metodu poziva. Ako roditeljska klasa instancira objekt, pozvat će se metoda roditeljske klase. Suprotno tome, ako je objekt instanca naslijeđene klase, bit će izvedena inačica metode u podklasi.
Neki programski jezici dopuštaju programeru da ručno ograniči nadređivanje metoda.

## Primjeri po jezicima

### C#
C# podržava nadređivanje, ali samo ako je ono eksplicitno zatraženo putem modifikatora override i virtual ili abstract.
```
abstract
 
class
 
Zivotinja

{

    
public
          
string
 
Ime
 
{
 
get
;
 
set
;
 
}

    
// metode

    
public
          
void
   
Pij
();

    
public
 
virtual
  
void
   
Jedi
();

    
public
          
void
   
Idi
();

}

class
 
Pas
 
:
 
Zivotinja

{

    
public
 
new
      
string
 
Ime
 
{
 
get
;
 
set
;
 
}

    
// metode

    
public
          
void
   
Pij
();
   
// skriva naslijeđenu metodu pij(). Koristi new za pristup

    
public
 
override
 
void
   
Jedi
();
  
// Nadređuje naslijeđenu metodu jedi()

    
public
 
new
      
void
   
Idi
();
   
// skriva naslijeđenu metodu idi()

}

```

Potpisi nadređenih metoda moraju biti identični, i metode moraju imati istu vidljivost. C# dopušta nadređivanje metoda, indeksera, svojstava i događaja.
Ne-virtualne ili statičke metode ne mogu se nadrediti. Bazna klasa uvijek mora imati jedan od modifikatora virtual, abstract, ili override.

#### Prikrivanje imena
Uz gorenavedene modifikatore, C# dopušta prikrivanje naslijeđenog svojstva ili metode, ako metoda ili svojstvo ima jednak potpis, ali koristi modifikator new.
U gornjem primjeru, zbog prikrivanja se događa sljedeće:
```
Pas
 
pas
 
=
 
new
 
Pas
();

pas
.
Ime
 
=
 
…
;
             
// pristupa Pas.Ime

pas
.
Jedi
();
                
// poziva Pas.Jedi()

pas
.
Idi
();
                 
// poziva Pas.Idi()

((
Zivotinja
)
pas
).
Ime
 
=
 
…
;
   
// poziva Zivotinja.Ime!

((
Zivotinja
)
pas
).
Jedi
();
      
// poziva Pas.Jedi()!

((
Zivotinja
)
pas
).
Idi
();
       
// poziva Zivotinja.Idi()!

```

### C++
C++ zahtjeva eksplicitno definiranje imena klase čiju metodu želimo pozvati, pomoću en. scope resolution operator – „operatora razrješenja dosega”, ::. 
Primjerice, idući kod stvara dvije naslijeđene klase, baznu klasu Pravokutnik (koji može ispisati svoju duljinu i širinu) i naslijeđenu klasu Kutija (koja ima još i visinu). Kutija nadređuje metodu za ispis, kako bi ispisala svoje tri dimenzije.
```
#include
 
<iostream>

//---------------------------------------------------------------------------

class
 
Pravokutnik
 
{

 
public
:

  
Pravokutnik
(
double
 
d
,
 
double
 
s
)
 
:
 
duljina_
(
d
),
 
sirina_
(
s
)
 
{}

  
virtual
 
void
 
Ispis
()
 
const
;

 
private
:

  
double
 
duljina_
;

  
double
 
sirina_
;

};

//---------------------------------------------------------------------------

void
 
Pravokutnik::Ispis
()
 
const
 
{

  
// metoda za ispis bazne klase.

  
std
::
cout
 
<<
 
"Duljina = "
 
<<
 
duljina_
 
<<
 
"; Širina = "
 
<<
 
sirina_
;

}

//---------------------------------------------------------------------------

class
 
Kutija
 
:
 
public
 
Pravokutnik
 
{

 
public
:

  
Kutija
(
double
 
d
,
 
double
 
s
,
 
double
 
v
)
 
:
 
Pravokutnik
(
d
,
 
s
),
 
visina_
(
v
)
 
{}

  
void
 
Ispis
()
 
const
 
override
;

 
private
:

  
double
 
visina_
;

};

//---------------------------------------------------------------------------

// metoda za ispis naslijeđene klase

void
 
Kutija::Ispis
()
 
const
 
{

  
// Pozovi roditeljsku metodu za ispis

  
Pravokutnik
::
Ispis
();
     
// ispisuje duljinu i širinu

  
std
::
cout
 
<<
 
"; Visina = "
 
<<
 
visina_
;

}

```

Metoda za ispis klase Kutija, pozivanjem metode ispis klase Pravokutnik, može ispisati privatne članske varijable duljina i sirina, koje bi joj inaće bile nedostupne.
Iduće će naredbe instancirati objekte tipa Pravokutnik i Kutija, i pozvati njihove metode za ispis:
```
int
 
main
(
int
 
argc
,
 
char
**
 
argv
)
 
{

  
Pravokutnik
 
p
(
5.0
,
 
3.0
);

  
// Ispisuje: Duljina = 5.0; Širina = 3.0

  
p
.
Ispis
();

  
Kutija
 
k
(
6.0
,
 
5.0
,
 
4.0
);

  
// pokazivač na najviše nadređenu metodu u virtualnoj tablici je na Kutija::Ispis,

  
// ali to ne demonstrira nadređivanje

  
k
.
Ispis
();

  
// Ovaj poziv demonstrira nadređenje

  
// ispisuje: Duljina = 6.0; Širina = 5.0; Visina= 4.0

  
static_cast
<
Pravokutnik
&>
(
k
).
Ispis
();

}

```

U C++11, slično kao u Javi, metoda s modifikatorom final u nadklasi ne može se nadrediti. Metodama u podklasi se također može nadjenuti modifikator override, kako bi kompilator provjerio nadređuje li metoda zaista neku metodu bazne klase.

### Java
U Javi, kada podklasa sadrži metodu koja nadređuje metodu nadklase, metoda podklase može pozvati metodu nadklase koristeći ključnu riječ super.
Primjer:
```
class
 
Misao
 
{

    
public
 
void
 
poruka
()
 
{

        
System
.
out
.
println
(
"Osjećam da sam parkiran dijagonalno u paralelnom svemiru."
);

    
}

}

public
 
class
 
Savjet
 
extends
 
Misao
 
{

    
@Override
  
// anotacija @Override nije nužna u Javi 5

    
public
 
void
 
poruka
()
 
{

        
System
.
out
.
println
(
"Savjet: Datumi u kalendaru bliže su nego što izgleda."
);

    
}

}

```

Klasa Misao je nadklasa, i implementira poziv metode poruka. Podklasa Savjet nasljeđuje sve metode klase Misao, i nadređuje metodu poruka, jer joj pruža drugu funkcionalnost.
```
Misao
 
parking
 
=
 
new
 
Misao
();

parking
.
poruka
();
  
// Ispisuje "Osjećam da sam parkiran dijagonalno u paralelnom svemiru."

Misao
 
datumi
 
=
 
new
 
Savjet
();
  
// Polimorfizam

datumi
.
poruka
();
  
// Ispisuje "Savjet: Datumi u kalendaru bliže su nego što izgleda."

```

Poziv nadređene metode unutar podklase može se napisati kao:
```
public
 
class
 
Savjet
 
extends
 
Misao
 
{

      
@Override

      
public
 
void
 
poruka
()
 
{

          
System
.
out
.
println
(
"Savjet: Datumi u kalendaru bliže su nego što izgleda."
);

          
super
.
poruka
();
  
// Poziva inačicu metode roditeljske klase (Misao.poruka()).

      
}

```

Postoje metode koje podklasa ne može nadrediti. To uključuje:
- metode u nadklasi koje imaju modifikator final
- metode s modifikatorima private ili static jer im je implicitno dodjeljen i modifikator final
- klasa ne može naslijediti drugu klasu s modifikatorom final (klase s modifikatorom final ne mogu biti nadklase)

### Python
Ako podklasa u Python, sadrži metodu koja premošćuje metodu nadklase, moguće je eksplicitno pozvati metodu nadklase pozivom super(Subclass, self).method umjesto self.method. 
Primjer:
```
class
 
Misao
:

    
def
 
__init__
(
self
)
 
->
 
None
:

        
print
(
"Ja sam novi objekt tipa Misao!"
)

    
def
 
poruka
(
self
)
 
->
 
None
:

        
print
(
"Osjećam da sam parkiran dijagonalno u paralelnom svemiru."
)

class
 
Savjet
(
Misao
):

    
def
 
__init__
(
self
)
 
->
 
None
:

        
super
(
Savjet
,
 
self
)
.
__init__
()

    
def
 
poruka
(
self
)
 
->
 
None
:

        
print
(
"Savjet: Datumi u kalendaru bliže su nego što izgleda."
)

        
super
(
Savjet
,
 
self
)
.
poruka
()

t
 
=
 
Misao
()

# ispisuje "Ja sam novi objekt tipa Misao!"

t
.
poruka
()

# ispisuje "Osjećam da sam parkiran dijagonalno u paralelnom svemiru.

a
 
=
 
Savjet
()

# ispisuje "Ja sam novi objekt tipa Misao!"

a
.
poruka
()

# ispisuje "Savjet: Datumi u kalendaru bliže su nego što izgleda."

# zatim ispisuje "Osjećam da sam parkiran dijagonalno u paralelnom svemiru.

# ------------------

# provjera:

isinstance
(
t
,
 
Misao
)

# True

isinstance
(
a
,
 
Savjet
)

# True

isinstance
(
a
,
 
Misao
)

# True

```